# Jacob Purichia
Jacob Purichia (Indianapolis, ...) è un giocatore di football americano statunitense, che gioca come quarterback per i Grizzlys Catalans.
Dopo aver giocato per la squadra universitaria degli Indianapolis Greyhounds si è trasferito nel campionato tedesco ai Kiel Baltic Hurricanes, per poi passare ai francesi Grizzlys Catalans.

## Palmarès
- 1 GLVC (2017)